# Kadir Doğulu
Kadir Doğulu, właściwie Abdulkadir Doğulu (ur. 19 kwietnia 1982 w Mersinie) – turecki aktor i model.

## Życiorys
Kiedy miał 10 lat podjął pierwszą pracę. W wieku 17 lat wyjechał z Mersini do Stambułu. Pracował jako kelner i barman. Ukończył Okan University na kierunku gastronomicznym i zdobył licencjat kucharza. Potem rozpoczął karierę jako model i pojawił się w serialu Küçük Sırlar (2010). Popularność zdobył jako Mehmed III Girej z serialu Wspaniałe stulecie: Sułtanka Kösem (Muhteşem Yüzyıl Kösem, 2015-2016).
Jego starszy brat Kemal Doğulu (ur. 14 października 1979), piosenkarz, fotograf i projektant mody, 25 czerwca 2016 spadł ze schodów w swoim domu i znaleziono go nieprzytomnego i zakrwawionego. Jednak po tygodniu opuścił szpital.
W latach 2007–2010 związany był ze starszą o dziewięć lat piosenkarką Hande Yener. W 2013 poznał o dziesięć lata młodszą aktorkę Neslihan Atagül, z którą się zaręczył dwa lata później i poślubił 8 lipca 2016.

## Wybrana filmografia

### Seriale TV
- 2010: Küçük Sırlar jako Ali Erarslan
- 2011-2013: Makao (Pis Yedili) jako Güney Samyeli
- 2013-2014: Fatih Harbiye jako Macit Arcaoğlu
- 2015: Sevdam Alabora jako Gökhan
- 2015-2016: Wspaniałe stulecie: Sułtanka Kösem (Muhteşem Yüzyıl Kösem) jako Mehmed III Girej
- 2016-2017: Bana Sevmeyi Anlat jako Alper Eren
- 2019: Vuslat jako Aziz

### Filmy fabularne
- 2013: Bir Hikayem Var jako Mert